# 1905
Cette page concerne l'année 1905 (MCMV en chiffres romains) du calendrier grégorien.   Pour les autres significations, voir 1905 (homonymie).
L'année 1905 est une année commune qui commence un dimanche.

## En bref
- 22 janvier : début de la révolution russe de 1905.
- 31 mars : crise de Tanger.
- 27 juin : mutinerie du cuirassé Potemkine.
- 28 - 29 juillet : début de la rébellion des Maji-Maji.
- 5 septembre : le traité de Portsmouth met fin à la guerre russo-japonaise.

## Événements

### Afrique

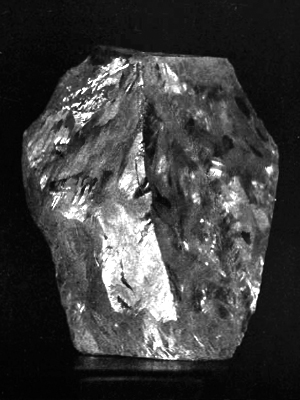
Le Cullinan, diamant de 3106 carats.

- 26 janvier : découverte du Cullinan, le plus gros diamant du monde, près de Pretoria[1].

- 7 février : le roi des Kuba Kwet aPe (Kot aPe) se rend devant les troupes de l’État indépendant du Congo conduites par le capitaine De Cock pour réprimer la révolte Tonga-Tonga au Kasaï ; le 22 juin, le gouverneur général Théophile Wahis ordonne sa libération et la restauration de son autorité sur le royaume Kuba[2].

- 31 mars : visite et discours de Guillaume II à Tanger. Il s’oppose à la pénétration française au Maroc. Début de la Première crise marocaine (Crise de Tanger)[3].

- 1er avril : à l’instigation de l’Allemagne, le sultan Abd al-Aziz du Maroc demande la convocation d’une conférence internationale sur le Maroc[4].

- Accord du 7 juin passé à Paris entre les ministères de l’Intérieur et des Colonies, pour établir les zones d’influences du gouvernement général de l’AOF et des possessions françaises d’Afrique du Nord ; il est précisé par la convention de Niamey du 20 juin 1920[5]. La limite est fixée par une ligne partant du cap Noun dans le Sud Marocain, se dirigeant vers Tin Zaouaten en passant entre In Ouzel au nord et Timiaouine au sud et s’inscrivant dans la direction de Mourzouk.

- 8 juillet : accord entre la France et l’Allemagne sur la convocation d’une conférence internationale sur le Maroc[6].

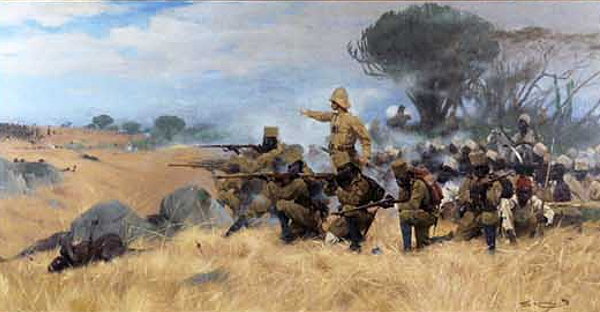
29-30 août : l’attaque de Mahenge, lors de la rébellion des Maji-Maji. Toile de Friedrich Wilhelm Kuhnert.

- 28 - 29 juillet : début des révoltes Maji Maji contre les Allemands au Tanganyika, notamment contre les cultures obligatoires (1905-1907)[7]. Des champs de coton sont incendiés, puis la révolte se répand à tout le sud de la colonie. Les différentes ethnies de la région se rassemblent derrière un chef religieux, Kinjikitile Ngwale (en)[8]. La répression, menée selon la technique de la terre brûlée, fait de 75 000 à 120 000 morts.

- 25 août : Moussa ag Amastan est investi du titre d’amenokal par les autorités coloniales françaises au cours d’une cérémonie organisée par le capitaine Dinaux[9].

- 19 octobre, Afrique orientale britannique : Koitalel Arap Samoei, orkoiyot (chef suprême) des Nandi révoltés, invité à négocier une trêve par le colonel Richard Meinertzhagen, est assassiné avec 23 membres de son entourage[10]. Les Britanniques lancent une opération de répression conduite par le général Manning ; 1 117 guerriers nandi sont tués, 16 213 bovins et 36 205 moutons et chèvres sont confisqués, et 4 956 huttes et silos à grains sont brûlés. En décembre, les Nandi capitulent, perdent leur indépendance et sont chassés de leurs terres ancestrales[11].
- 21 octobre : les troupes d’Afrique orientale allemande attaquent les Ngoni qui ont rejoint la rébellion des Maji-Maji[12].
- 30 octobre : le rapport de la commission d’enquête sur l’État indépendant du Congo dénonce le traitement réservé à la population indigène par les autorités coloniales. Une nouvelle Commission est nommée le 31 octobre pour étudier les conclusions du rapport et formuler les propositions[13].
- 12 décembre : adoption par la France d’un décret relatif à la répression de la traite des esclaves en Afrique occidentale et au Congo français[14].

- Répression de la révolte gusii en Afrique orientale britannique (1905 et 1908)[15].

### Amérique

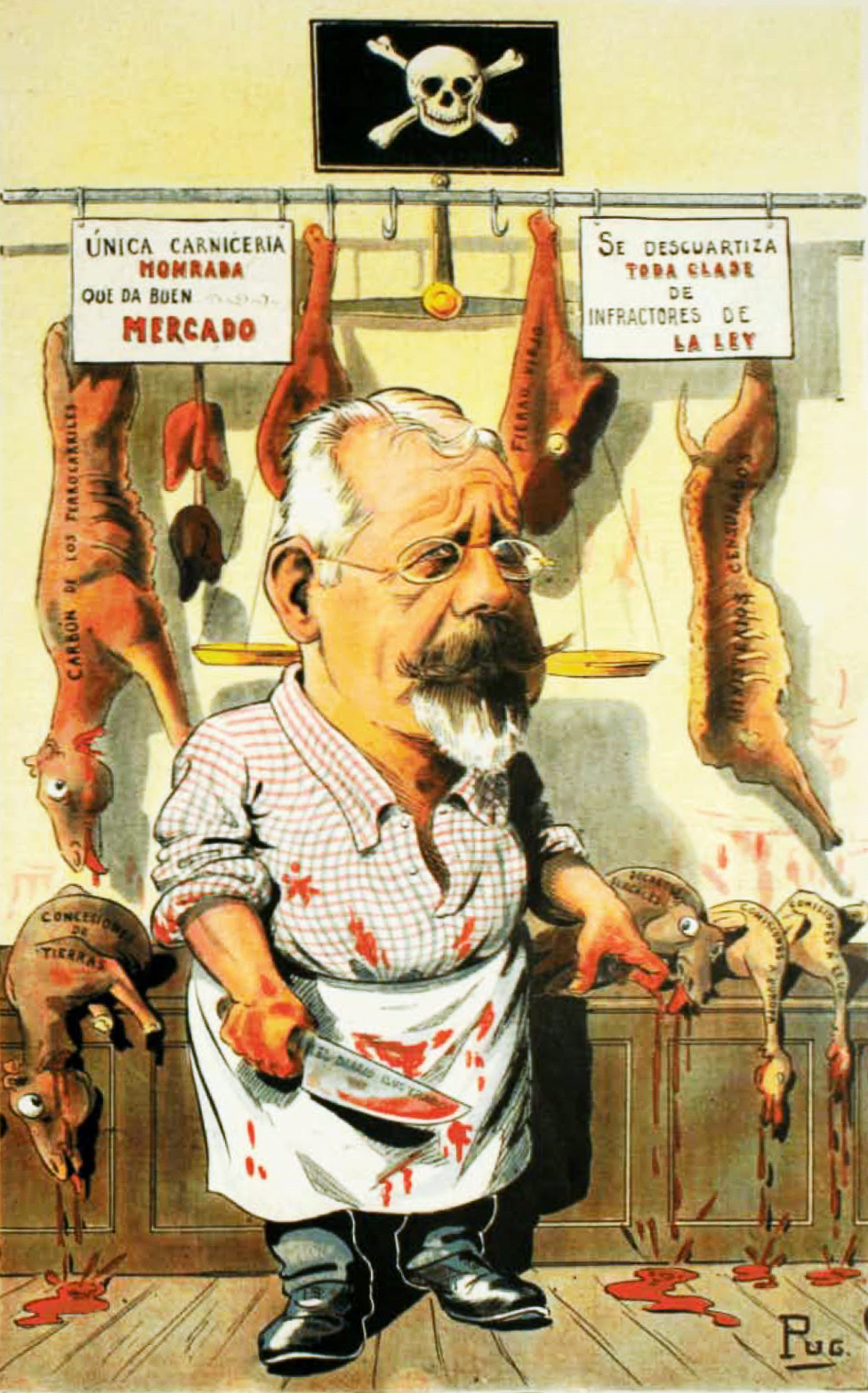
Caricature de Germán Riesco, le président du Chili, à la suite de la « Huelga de la Carne ».

- 21 janvier : traité entre la République dominicaine et les États-Unis, qui prennent le contrôle des droits de douane du pays[16].

- 4 février : début d’un soulèvement armé en Argentine, conduit par l’Union civique radicale d’Hipólito Yrigoyen à Bahía Blanca, Rosario, Buenos Aires, Santa Fe, Córdoba et Mendoza. Le gouvernement réussit à l’endiguer[17].

- 28 mars : fin de l’intervention américaine en République dominicaine, sans doute initiée pour éviter une intervention allemande. Le pays, alors incapable de rembourser ses créanciers étrangers, devient un protectorat des États-Unis jusqu’en 1941[18].

- 1er septembre : au Canada, la Saskatchewan (capitale : Regina) et l’Alberta (capitale : Edmonton) deviennent les huitième et neuvième provinces canadiennes (en vertu de l’Acte de la Saskatchewan et de l’Acte de l’Alberta du 20 juillet)[19].

- 22 octobre : début de la « Semaine rouge » à Santiago du Chili (la « Huelga de la Carne »). La répression fait plus de 200 morts[20].

- 17-27 novembre, Brésil : incident de la Panthère. Les marins d’un navire de guerre allemand, la Panthère, débarquent à Santa Catarina pour appréhender un immigrant allemand, au mépris des règles internationales[21].

- 9 décembre : le libéral radical Cecilio Báez (es) devient président du Paraguay (fin en 1906)[22].

### Asie et Pacifique
- 2 janvier, guerre russo-japonaise : capitulation russe à Port-Arthur[23]. Le gouvernement nippon lance plus de 200 000 hommes à l’assaut de la Mandchourie (Liaoning), dirigés par le général Nogi Kiten.

- 21 février - 10 mars, guerre russo-japonaise : défaite russe de Moukden[23]. Les Japonais sont maîtres de toute la Mandchourie centrale et méridionale. Le tsar ordonne la levée de troupes supplémentaires.

- 21 mars : le Royaume-Uni reconnaît l’indépendance de l’Afghanistan par un traité signé à Kaboul[24].
- 26 mars : rébellion à Batang, dans la partie du Tibet oriental contrôlée par les Qing. Un amban et des missionnaires français jugés trop proches des Chinois sont tués par les Tibétains incités par les moines (5 avril). Cette révolte entraîne pendant l’été la sanglante répression du général mandchou Zhao Erfeng, « le boucher du Kham », arrivé au Tachienlu fin mai[25]. Celui-ci impose des réformes sur le modèle chinois et crée la province du Xikang, au Tibet de l’Est, dont il devient gouverneur en 1908.

- 4 avril : un tremblement de terre de magnitude 7.8 fait plus de 20 000 victimes à Kangra en Inde. 100 000 bâtiments sont détruits[26].

- 27 - 28 mai : la flotte russe de la Baltique, chargée de transporter les renforts au Liaoning, est détruite par les Japonais de l’amiral Togo à la bataille de Tsushima[27]. Les Japonais sont maîtres de toute la Mandchourie centrale et méridionale.

- 7 juillet - 8 août : les Japonais s’emparent de Sakhaline[28].

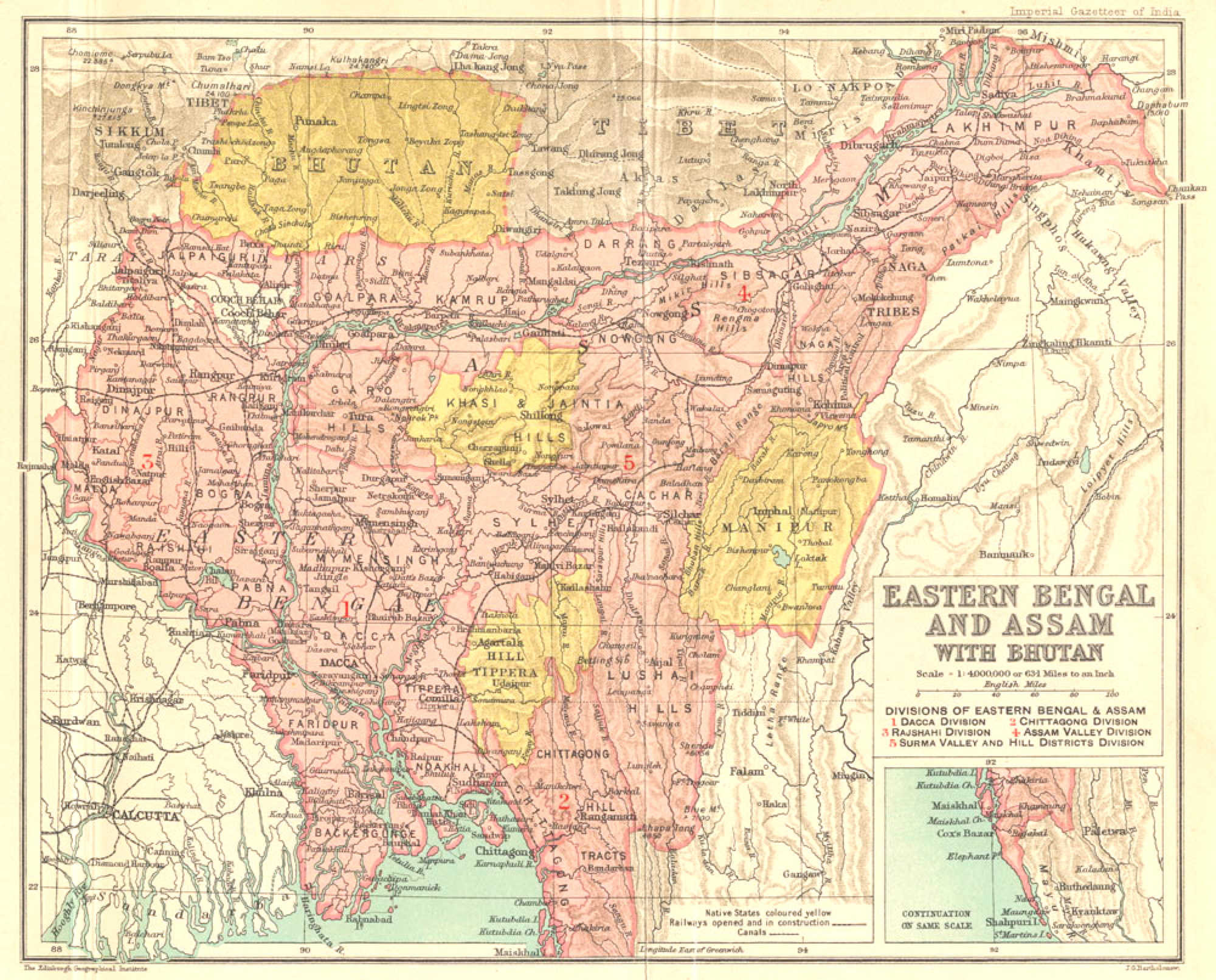
À la suite de la partition du Bengale (16 octobre), commence en Inde le mouvement pour l’indépendance. Un mouvement terroriste militant apparait entre 1906 et 1909, inspiré par l’hindouisme et dirigé par Bal Gangadhar Tilak, un brahmane du Maharashtra. Tilak encourage un mouvement de masse sur le thème du swaraj (self-government). Les activistes, dont certains appartiennent au Congrès national indien, mettent au point de nouvelles formes d’actions : boycott des produits anglais et des écoles anglaises (mouvement Swadeshi).

- 9 juillet et 23 juillet : tremblements de terre majeurs de Tsetserleg (Hövsgöl) et Bulnay (Zavhan) en Mongolie (magnitude 8 et 8.4)[29].
- 20 juillet : Lord Curzon annonce la partition du Bengale en Inde (effective le 16 octobre)[30].
- 21 juillet : une tentative d’attentat menée par le parti arménien Dashnak contre le sultan Abdul Hamid II échoue[31].
- 7 août : début du mouvement Swadeshi (« de notre propre pays »), lancé par Surendranath Banerjee et les nationalistes bengalis contre la partition du Bengale : boycott et destructions des produits anglais[30].
- 12 août : renouvellement du traité anglo-japonais de 1902 sur le partage de l’influence entre les deux pays en Asie[32]. Les Britanniques concluent une alliance avec le Japon pour la défense conjointe de l’Inde et de la Malaisie.

- 2 septembre : abolition du système des examens mandarinaux en Chine[33]. La formation des fonctionnaires se fera au sein d’écoles techniques et de l’Université de Pékin.
- 5 septembre :
  - traité de Portsmouth sous arbitrage américain entre le Japon et la Russie (dernier accord international en français pour faire foi face aux traductions), fin de la guerre russo-japonaise[23]. Les Japonais obtiennent un bail sur le Guandong (sud de la péninsule du Liaodong), une colonie au sud de Sakhaline (Karafuto, fin en 1945) et un protectorat sur la Corée (17 novembre). Les deux états s’engagent à évacuer leurs troupes stationnées en territoire chinois.
  - émeute de Hibiya à Tokyo en protestation aux termes du traité de paix[34].
- 16 octobre : fondation à Surakarta en Indonésie par Samanhudi de l’Association des marchands musulmans (Sarekat Dagang Islam), qui se politise et devient le Sarekat Islam en 1912[35].

- 16 novembre : Papua Act. Le Royaume-Uni concède le sud-est de la Nouvelle-Guinée à l’Australie comme faisant partie de la Papouasie[36]. Le territoire est renommé Papua.
- 17 novembre : traité de protectorat d’Eulsa, imposé à la Corée après la guerre russo-japonaise, par lequel le Japon prend le contrôle des Affaires étrangères coréennes, puis de la police et de l’armée, de la monnaie et du système bancaire, des communications et de tous les secteurs vitaux[37]. Ces changements sont combattus par le roi Kojong et une guérilla se met en place.

- Décembre : début de la révolution constitutionnelle en Perse à la suite de la bastonnade de deux marchands à Téhéran (1905-1911)[38].

- Mongolie : sous l’influence des révolutionnaires communistes russes, le mouvement des ardín dougouylang (cercles populaires) se propage dans les khanats khalkhas[39].

### Europe

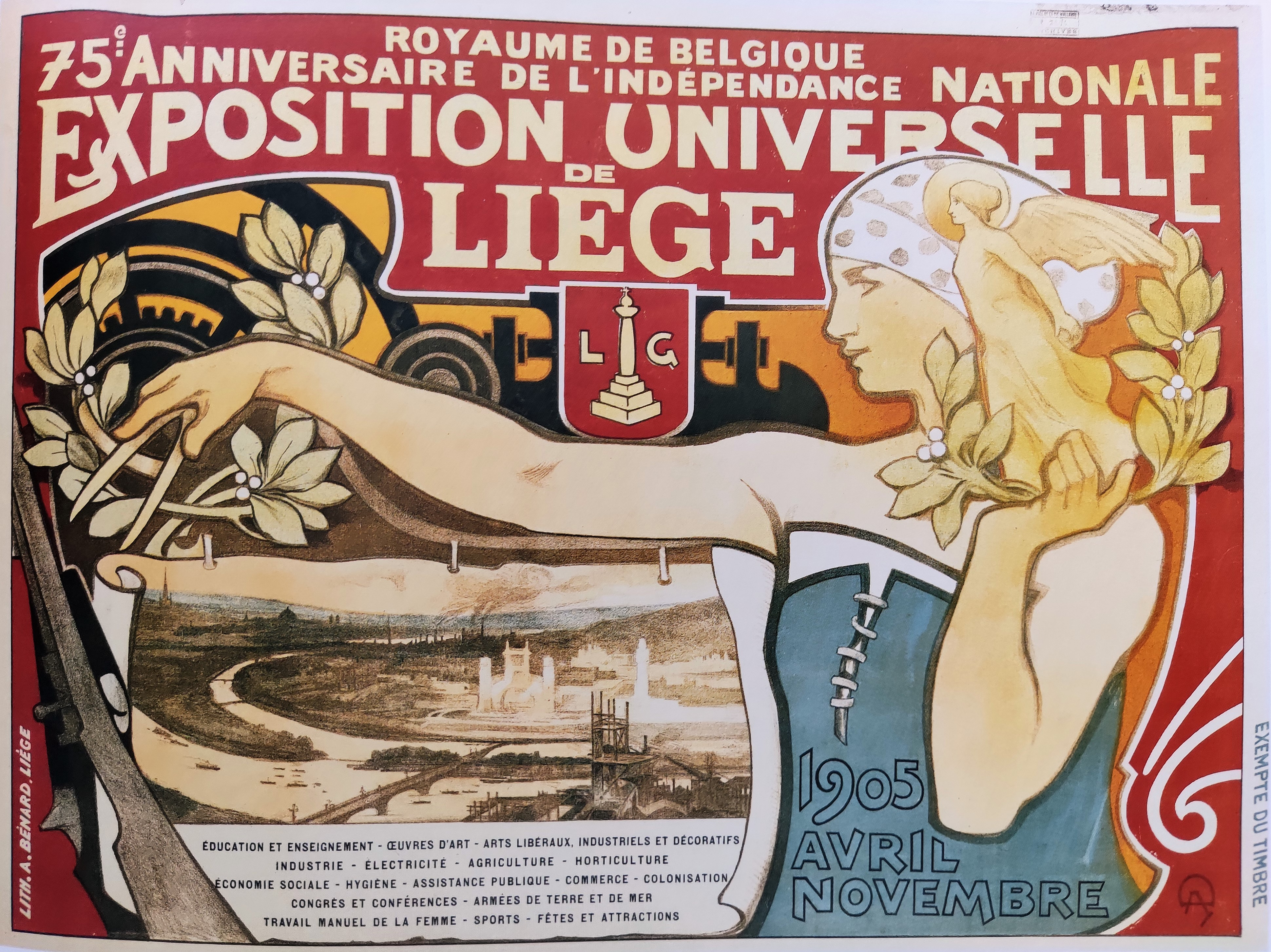
27 avril : exposition universelle de Liège

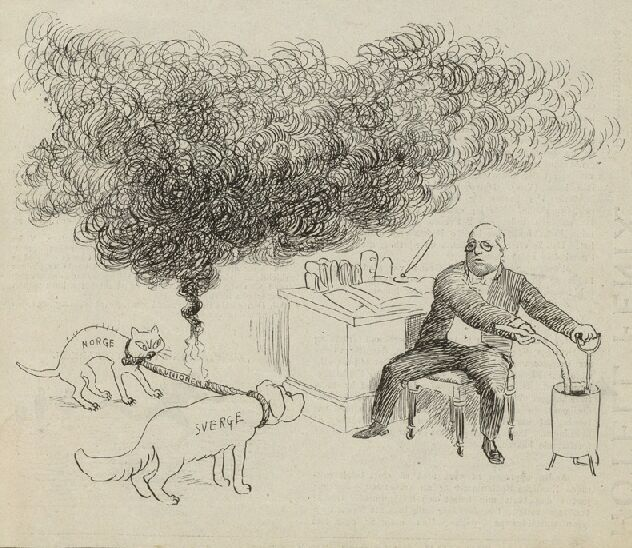
7 juin : indépendance de la Norvège. Caricature anonyme de 1905 montrant le Premier ministre suédois Boström tentant vainement d’éteindre les flammes

- 2 février: première apparition de Bécassine lors de la sortie du numéro 1 de La Semaine de Suzette[40].

- 5 février : manifestation de soutien à la révolution russe à Budapest[41].

- 24 mars (11 mars du calendrier julien) : révolte de Therissos en Crète. Le peuple crétois proclame son union politique au royaume de Grèce[42].
- 31 mars : crise de Tanger. L’empereur Guillaume II s’oppose à la pénétration française au Maroc[43].

- 27 avril : en Belgique, ouverture de l’Exposition universelle de Liège[44].

- 23 mai : issue de la crise entre le roi Oscar II et le Parlement norvégien au sujet du veto (1903-1905). Le Storting propose inlassablement la même solution à la « question consulaire », et s’oppose au veto du roi. Le 27 mai, le cabinet Christian Michelsen refuse de « contresigner le refus de sanction » puis propose sa démission au roi qui la rejette. Michelsen fait alors savoir au Storting que tous les ministres et lui-même abandonnent leurs fonctions[45].

- 7 juin : le parlement norvégien constate la rupture de l’union personnelle avec la Suède. La Norvège devient indépendante de la Suède. Christian Michelsen est investi en tant que « Premier ministre et président du gouvernement »[45]. Au terme de longs pourparlers, une guerre peut être évitée et le 8 août la dissolution de l’Union est décidée sous réserve que la décision du 7 juin soit ratifiée par référendum.
- 18 juin, Hongrie : en raison de la défaite de son parti aux élections législatives, le président du Conseil István Tisza démissionne. Le général Géza Fejérváry lui succède avant de céder sa place à Sándor Wekerle en 1906[41].
  - Face à l’opposition grandissante, István Tisza a recours aux élections, mais est battu et le parti libéral perd la majorité absolue pour la première fois depuis 1867, et perd la première place au profit des indépendantistes. L’état-major impérial songe alors à une intervention militaire et à la suspension de la Constitution hongroise (22 août)[46]. François-Joseph Ier d’Autriche refuse mais choisit la fermeté en imposant le gouvernement extraparlementaire de Géza Fejérváry.

- 24 juillet : rencontre de Björkö entre Guillaume II et Nicolas II, qui signent un accord défensif et d’assistance mutuelle entre l’Allemagne et la Russie[47]. Lambsdorff y adjoint un article additionnel excluant la France, et rendant cet accord en fait inexploitable pour l’Allemagne.
- 27 juillet - 2 août : le VIIe congrès sioniste, réunit à Bâle, refuse l’offre britannique d’installer un État Juif en Ouganda[48]. David Wolffsohn (1856-1914) prend la direction du mouvement sioniste[49] à la suite du décès de Theodor Herzl le 3 juillet 1904[50].

- 5 août - 12 août, Boulogne-sur-Mer : premier Congrès mondial d'espéranto[51].

- 13 août : référendum en Norvège, 99 % de la population approuve la séparation d’avec la Suède (368 208 oui pour 184 non)[52].
- 31 août - 23 septembre : accords de Karlstad. L’Union entre la Norvège et la Suède est effectivement dissoute[53].

- 15 septembre : « vendredi rouge ». Une crise constitutionnelle en Hongrie est provoquée par la question du suffrage universel, qui aurait provoqué la perte des élections pour les indépendantistes par le vote des minorités : une manifestation organisée devant le parlement de Budapest est violemment réprimée[54].
- 17-23 septembre, Allemagne : congrès du parti socialiste allemand à Iéna. Dans un contexte de grèves massives et de manifestation de rue (1905-1906), la direction du SPD rejette le 16 février 1906 l’appel lancé par August Bebel en faveur de la grève générale insurrectionnelle[55].

- 4 octobre : résolution de Rijeka (Fiume). Au parlement autonome de Zagreb, les nationalistes croates créent une coalition avec les Serbes, dirigée par Frano Supilo (en), Ante Trumbić et le Serbe Pribijevic[56].
- 26 octobre : le roi de Suède Oscar II renonce au trône de Norvège[57].

- 4 novembre, Autriche : le gouvernement annonce dans le Wiener Abendpost l’instauration du suffrage universel[58].
- 12 - 13 novembre : un référendum opte pour le maintien de la monarchie en Norvège[59].
- 18 novembre : le Parlement de Norvège choisit pour roi le prince Karl de Danemark, qui prend pour nom Haakon VII (fin de règne en 1957)[60].
- 19 novembre : naufrage du vapeur britannique SS Hilda au plus près des côtes de Saint-Malo (France)[61].
- 21 novembre : le jeune physicien suisse Albert Einstein publie la formule E=mc2. En 1905, il révolutionne la physique en publiant 4 articles dans la revue Annalen der Physik (Annus mirabilis)[62].
- 23 novembre : le gouvernement français ayant rejeté le projet d’alliance continentale de l’Allemagne, la Russie refuse de ratifier le traité de Björkö signé en juillet[63].
- 28 novembre : première convention du Conseil national du Sinn Féin (« Nous Seuls ») mouvement nationaliste fondé par Arthur Griffith en Irlande[64].

- 4 décembre : démission du gouvernement conservateur de Arthur Balfour devant l’opposition des libéraux et en raison de l’échec de sa politique conciliatrice en matière de tarifs douaniers. Début du ministère libéral de Sir Henry Campbell-Bannerman, Premier ministre du Royaume-Uni (fin en 1908)[65].
- 9 décembre : loi sur la séparation des Églises et de l’État en France[43].

#### Empire russe

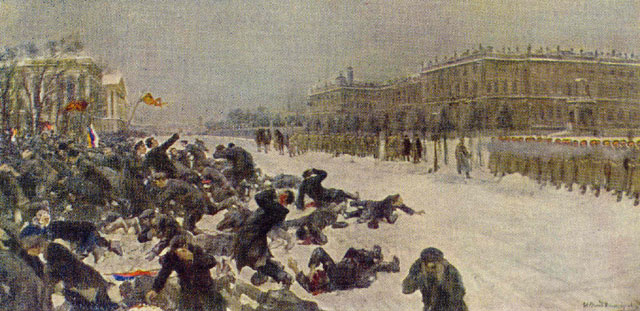
22 janvier : dimanche rouge

- 20-21 janvier (7-8 janvier du calendrier julien) : à Saint-Pétersbourg, grève générale majeure des ouvriers de l’industrie organisée par le pope Gapone[66].

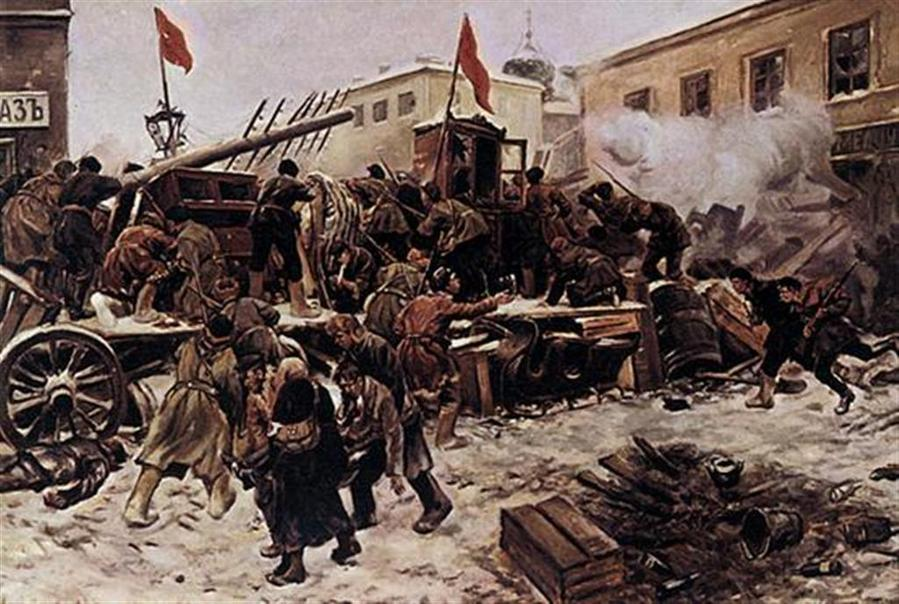
23 décembre : à Moscou, la grève dégénère en soulèvement armé.

- 22 janvier (9 janvier du calendrier julien) : dimanche sanglant (ou dimanche rouge) à Saint-Pétersbourg[67]. La manifestation pacifique menée par le pope Gapone, revendiquant de meilleures conditions de travail pour les ouvriers russes est froidement réprimée, sur ordre du tsar : les cosaques font plus d’un millier de morts (96 officiellement). Vague de grèves dans tout l’empire[66]. Début de la révolution russe de 1905.

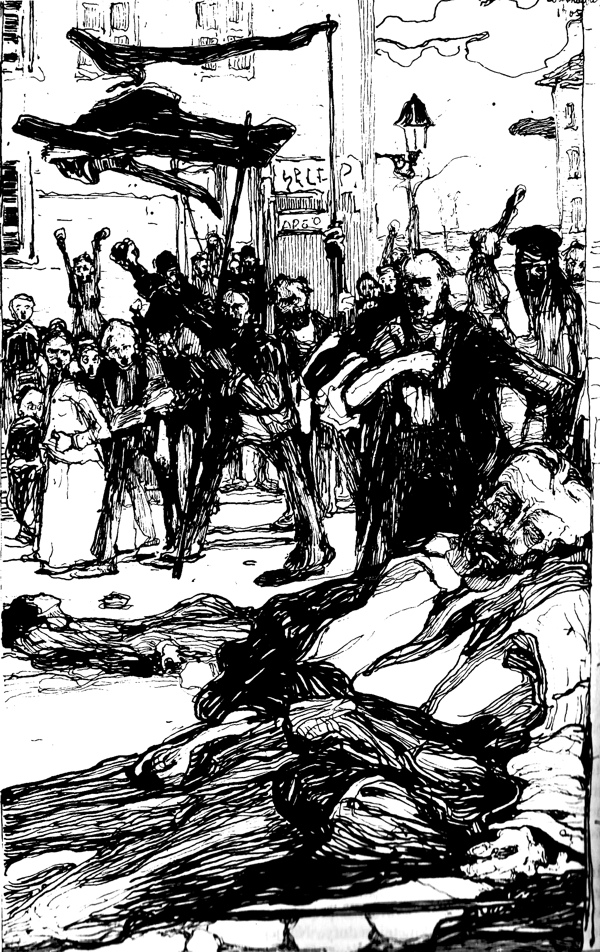
28 janvier : insurrection de Varsovie. Manifestation de rue, de Witold Wojtkiewicz, 1905.

- 28 janvier : début d’une grève générale à Varsovie[68], violemment réprimée.

- 2 février (18 janvier du calendrier julien) : Boulyguine devient ministre de l’intérieur[66].

- 11 février (29 janvier du calendrier julien) : commission Chidlovski (ru), chargée d’enquêter sur la condition ouvrière[69].

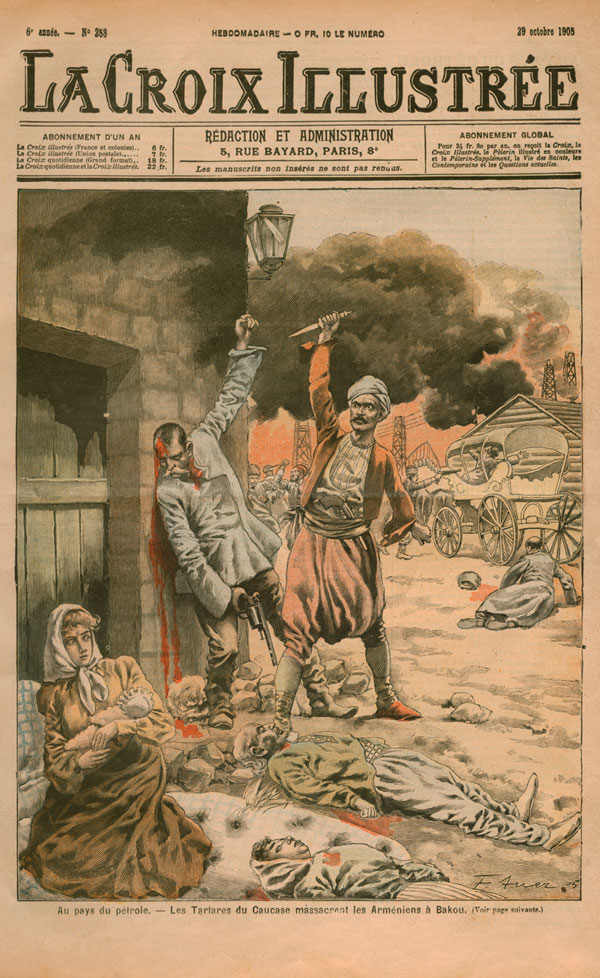
Les massacres arméno-tatars en couverture de La Croix Illustrée du 29 octobre.

- 17 février (4 février du calendrier julien) : assassinat du grand-duc Serge, oncle du tsar, par un socialiste-révolutionnaire[70](contexte historique des Justes d'Albert Camus).

- 19 - 22 février (6 - 9 février du calendrier julien) : affrontement à Bakou entre Arméniens et Tatars dans l'indifférence des autorités russes ; début de la « guerre arméno-tatare ». Les émeutes raciales gagnent Erevan (13 mars/28 février puis 5-7 juin/23-25 mai), Nakhitchevan (21/13 mai), puis de nouveau Bakou (2-7 septembre/20-25 août), endommageant les champs pétrolifères, Gandja (1er décembre/18 novembre) puis Tiflis (5-11 décembre/22-28 novembre)[71].

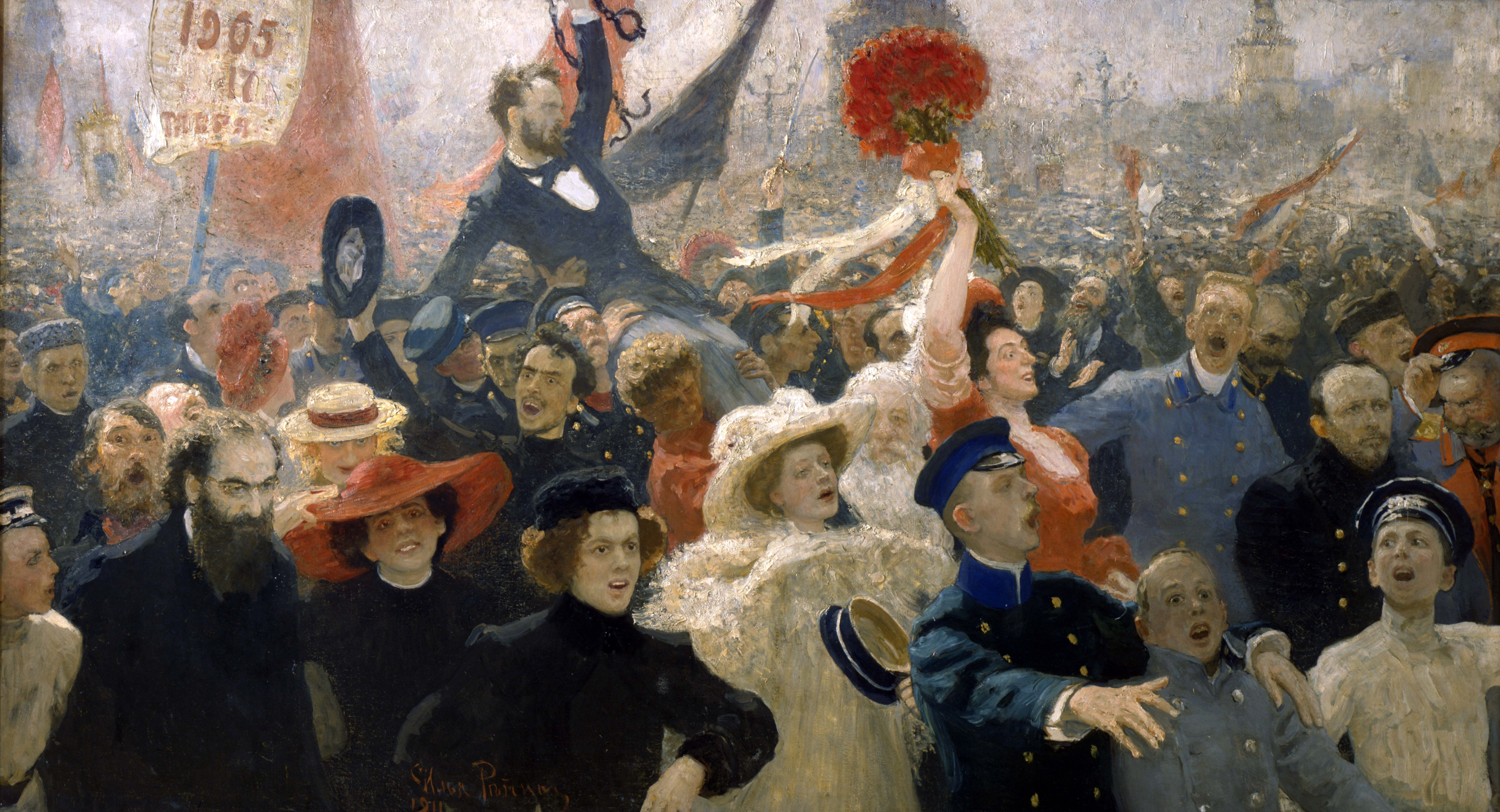
Le Mouvement d’octobre vu par Ilia Répine

- 20 février (7 février du calendrier julien) : les étudiants de Saint-Pétersbourg se joignent au mouvement insurrectionnel[72].
- 26 février (13 février du calendrier julien) : troubles agraires dans le district de Dmitriev, gouvernement de Koursk ; les paysans s’attaquent en masse aux grands domaines. Le mouvement s’étend rapidement aux gouvernements d’Orel, de Tchernigov, de Voronej, de Penza et de Saratov[73].

- 3 mars (18 février du calendrier julien) : le tsar annonce des réformes et invite la population et les organisations à présenter aux autorités leurs propositions en vue d’améliorer le fonctionnement de l’État et la situation du peuple[70].

- 22 avril-7 mai (9 - 24 avril du calendrier julien) : pogroms en Ukraine encouragés par le gouvernement à Bialystok (22-23/9-10 avril), Melitopol (1er-2 mai/18-19 avril), Simferopol (5 mai/22 avril) et Jitomir (6-7 mai/23-24 avril) ; meurtres, viols et destruction des maisons et des commerces juifs[74].

- 25 - 30 avril (12 - 17 avril du calendrier julien) : congrès bolchevik à Londres, conférence menchevik à Genève. Les bolcheviks se prononcent en faveur de l’insurrection[73].
- 26 avril : Vorontsov-Dashkov est nommé vice-roi de Transcaucasie[75] en remplacement du prince Galitzine rappelé après qu’il a armé les Tatars contre les Arméniens à Bakou.
- 30 avril (16 avril du calendrier julien) : liberté religieuse[73].

- 1er mai (18 avril du calendrier julien) : grèves en Pologne[73].

- 13 mai (30 avril du calendrier julien) : grèves à Bakou, à Saratov et à Kharkov[73].
- 21 - 22 mai (8 - 9 mai du calendrier julien) : union des Unions. Les Unions professionnelles se fédèrent pour former l’aile radicale du libéralisme russe sous la direction de Pavel Milioukov[73].
- 21 - 22 mai ; 6 - 8 juin ; 19 - 21 juillet : congrès régulier des zemstvos à Moscou. Les libéraux et les modérés se prononcent en faveur du suffrage universel et exigent la convocation d’une assemblée constituante[73].
- 25 mai - 5 août (12 mai - 23 juillet du calendrier julien) : grève des ouvriers du textile de Ivanovo-Voznessensk[76].
- 27 mai (14 mai du calendrier julien) : une escadre russe, venue à grand peine de la mer Baltique en contournant l’Afrique car elle n’a pas obtenu le droit de traverser le canal de Suez, est battue par le Japon à Tsushima[77].
- 28 mai (15 mai du calendrier julien) : fondation du premier soviet à Ivanovo[78].

- 8 juin (26 mai du calendrier julien) : les zemstvos adoptent à l’unanimité le « manifeste de la nation »[73].
- 21 - 23 juin (8 - 11 juin du calendrier julien) : insurrection à Lodz, faisant plusieurs centaines de morts ; le 25/12 juin, un mouvement de solidarité éclate à Varsovie[73].

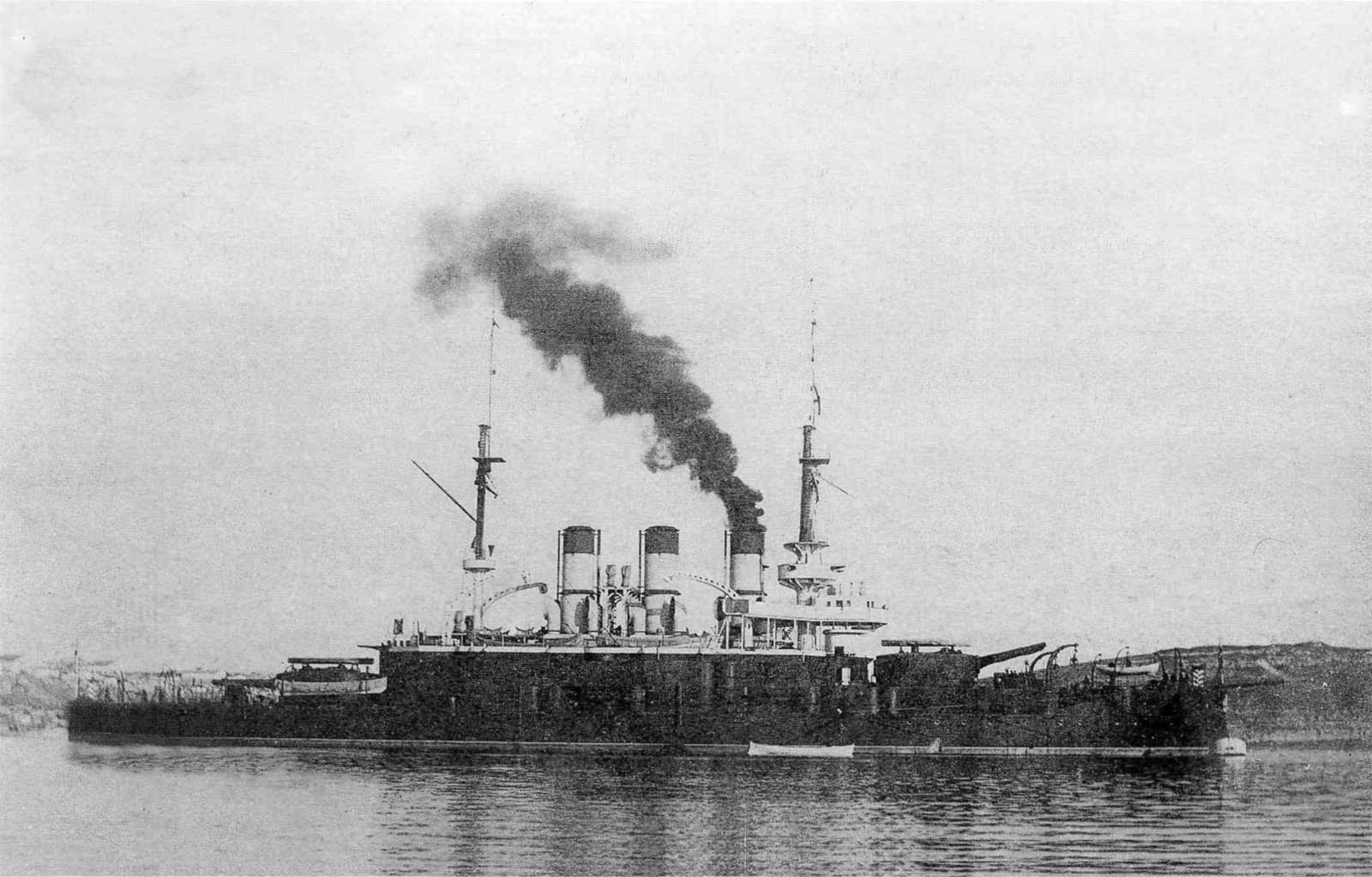
Le cuirassé Potemkine en 1905.

- 27 juin (14 juin du calendrier julien) : en mer Noire, début de la mutinerie du cuirassé Potemkine amarré dans le port d’Odessa, lorsqu’un officier abat un marin qui se plaignait de l’ordinaire. L’équipage se soulève et tue le commandant et plusieurs autres officiers[73]. La rébellion est finalement matée par l’armée. L’épisode sera rendu célèbre par le film tourné par Eisenstein en 1925.

- 21 juillet (8 juillet du calendrier julien) : les zemstvos adoptent un projet de constitution[73].

- 13 - 14 août (31 juillet - 1er août du calendrier julien) : fondations de l’union paysanne panrusse à Moscou[79] et de l’Union musulmane panrusse à Nijni Novgorod (28 août)[80].
- 19 août (6 août du calendrier julien) : le tsar Nicolas II de Russie accepte la création d’une Douma (assemblée), élue au suffrage restreint et indirect (Douma Boulyguine)[81].

- 9 septembre (27 août du calendrier julien) : réouverture des universités qui retrouvent leur autonomie[82].

- 2 - 18 octobre (17 septembre - 5 octobre du calendrier julien) : grève des typographes de Moscou[83].
- 20 octobre (7 octobre du calendrier julien) : début d’une grève des chemins de fer qui se transforme en grève générale pour réclamer la journée de 8 heures, les libertés démocratiques et la convocation d’une Assemblée constituante[67].
- 25 - 31 octobre (12 - 18 octobre du calendrier julien) : fondation du Parti constitutionnel démocratique (KD) par les libéraux, issu de l’Union de Libération[84].

- 26 octobre (13 octobre du calendrier julien) : soviet de Saint-Pétersbourg créé par les mencheviks[67]. Les Izvestia en sont l’organe de presse[78].

- 30 octobre (17 octobre du calendrier julien) : le tsar signe le Manifeste d’octobre de Serge Witte[66] : libertés civiques, développement futur du suffrage universel, association réelle d’une Douma élue au processus législatif. Amnistie partielle.
- 31 octobre - 3 novembre (18 - 21 octobre du calendrier julien) : pogrom d’Odessa à l’instigation des « centuries noires »[85].

- 1er novembre (19 octobre du calendrier julien) :
  - démission du procureur du saint-synode Pobiedonostsev[86].
  - création d’un véritable conseil des ministres présidé par Serge Witte[87].
- 5 novembre (22 octobre du calendrier julien) : le tsar rétablit l’autonomie de la Finlande[88].
- 8 - 10 novembre (26 - 28 octobre du calendrier julien) : début de la révolte des marins et soldats de Kronstadt, dans la périphérie de Saint-Pétersbourg[89].
- 12 novembre (31 octobre du calendrier julien) : le soviet de Saint-Pétersbourg appuie la grève pour la journée de 8 heures[88].
- 16 novembre (3 novembre du calendrier julien) : abolition des annuités de rachat encore dues par les paysans libérés du servage[88].
- 19 - 23 novembre (6 - 10 novembre du calendrier julien) : second congrès de l’Union paysanne à Moscou[90].
- 21 novembre (8 novembre du calendrier julien) :
  - fondation de l’Union du peuple russe, organisation d’extrême droite[91].
  - retour de Lénine à Moscou[92].
- 23 novembre (10 novembre du calendrier julien) : Dimitri Chipov (ru), Alexandre Goutchkov et Michel Rodzianko fondent l’Union du 17 octobre, aile droite du Parti constitutionnel démocratique, fondée sur le soutien à la monarchie constitutionnelle[93]. Le mouvement octobriste, unit les partis politiques appuyant la nouvelle Constitution octroyée par le tsar.
- 23 novembre - 28 novembre (11-15 novembre du calendrier julien) : insurrection de la flotte de la mer Noire à Sébastopol[88].

- 5 décembre (21 novembre du calendrier julien) : formation du soviet de Moscou[66].
- 7 décembre : début de l'insurrection de Moscou[94]
- 9 décembre : arrestation du président du soviet de Saint-Pétersbourg, Nosar-Khroustalev (ru), remplacé par une direction collégiale de trois membres, dont Trotski[90].
- 15 décembre : manifeste financier du soviet de Saint-Pétersbourg, appelant à la grève fiscale et financière. Arrestation du soviet de Saint-Pétersbourg[90].

- 20 décembre (7 décembre du calendrier julien) : début d’une grève générale, organisée par le soviet de Moscou[95]. Le 10/23, elle dégénère en soulèvement armé mais est écrasée le 17/30 décembre[96].
- 22 décembre-1er janvier 1906 : l’insurrection armée des ouvriers russes à Moscou est brutalement réprimée par l’armée[97].
- 24 décembre (11 décembre du calendrier julien) : loi électorale[98]. Suffrage censitaire indirect et par curie : un grand électeur par 2 000 propriétaires fonciers, 7 000 citadins, 30 000 paysans et 90 000 ouvriers.
- 25 - 30 décembre : conférence social-démocrate (bolchevik) à Tammersfors, en Finlande. Lénine y rencontre Staline pour la première fois[99]. Préparation de l’insurrection armée en gestation à Moscou et décision de réunification avec les mencheviks.
- Décembre : pacification des provinces baltes, de la Pologne, de l’Ukraine, du Caucase et de la Sibérie[100].

## Prix Nobel
- Prix Nobel de physique : Philipp Eduard Anton von Lenard
- Prix Nobel de chimie : Adolf von Baeyer
- Prix Nobel de physiologie ou médecine : Robert Koch
- Prix Nobel de littérature : Henryk Sienkiewicz
- Prix Nobel de la paix : Bertha Sophie Felicita Von Suttner, romancière autrichienne.

## Décès en 1905

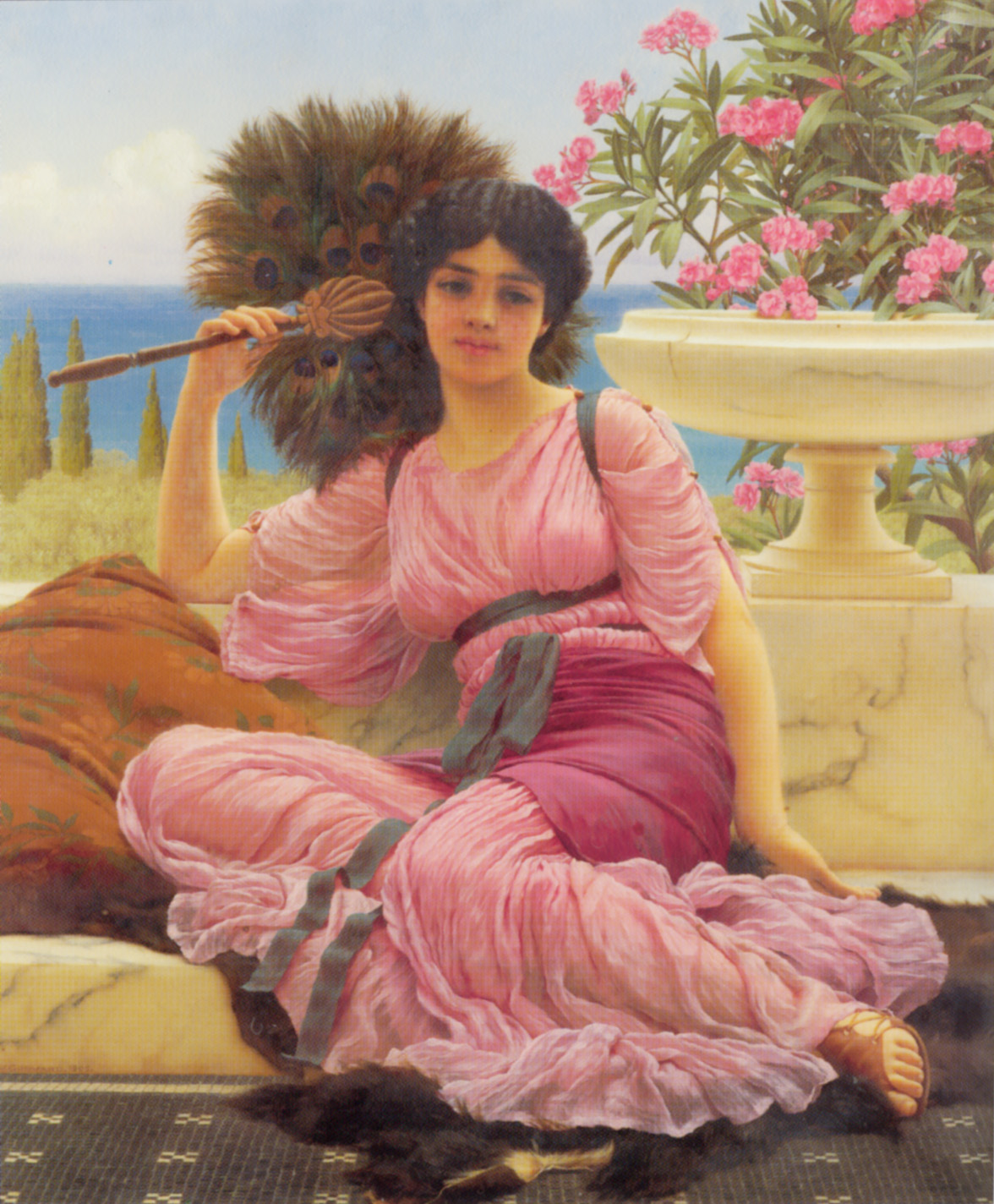
Flabellifera toile de John William Godward.La peinture en 1905 sur Commons